# 夢の降る街
『夢の降る街』（ゆめのふるまち）は、BLOWの5枚目のシングル、および3枚目のアルバム。

## 内容
表題曲は、ytv制作・日本テレビ系『どんまい!! VARIETYSHOW&SPORTS』エンディング・テーマ。シングル・アルバム共に同タイトル・同時発売となっている。

## シングル収録曲
1. 夢の降る街
作詞：沢村大和　作曲・編曲：野中則夫
2. 終わらないwith you
作詞：沢村大和　作曲：野中則夫　編曲：鈴木英利・野中則夫
3. 夢の降る街 (inst.)

## アルバム収録曲
1. 夢の降る街
作詞：沢村大和　作曲・編曲：野中則夫
2. あふれそうな涙を閉じ込めて
作詞：沢村大和　作曲・編曲：野中則夫
3. CLOUDY EYES
作詞：沢村大和　作曲・編曲：野中則夫
4. この長い道の果てに
作詞・作曲：沢村大和　編曲：鈴木英利
5. 終わらないwith you
作詞：沢村大和　作曲：野中則夫　編曲：野中則夫・鈴木英利
6. 熱愛
作詞：沢村大和　作曲：野中則夫　編曲：鈴木英利
7. イミテーション・ムーン
作詞：沢村大和　作曲：野中則夫　編曲：鈴木英利
8. 永遠の一秒
作詞：沢村大和　作曲・編曲：野中則夫
9. いくつもの涙をこえて
作詞：沢村大和　作曲：野中則夫　編曲：鈴木英利
10. 三度目の雨の中で
作詞・作曲：沢村大和　編曲：鈴木英利

## アルバムに対する批評
『CDジャーナル』は「洗練されたスタイリッシュなサウンドに口ずさみやすいポップ性。また曲の随所に隠された汗臭い部分も魅力の一つだ」と評した。